# 중화민국 군정부
군정부(중국어 정체자: 軍政府, 영어: Ministry of War)는 중화민국 국민정부 행정원 산하  군사 부문 중앙정부기구이다. 중일 전쟁이 끝난 뒤, 중화민국을 정식적으로 건국하던 당시에 조직 개편으로 국방부로 대체되었다.

## 역사
1912년 중화민국을 건국할 당시, 난징에 설립된 임시정부의 육군부와 해군부를 부(部)급에서 서(署)급으로 한 단계 내리고 그 두개 중앙정부기구의 상급기관으로서 설립되었다.
1925년, 국민정부는 최고군사기관인 군사위원회를 설립하였다.
1928년 10월, 국민혁명군이 북벌에서 승리한 후, 군사위원회의 운영을 중단하였다, 소관하던 사무는 정리하여 행정원 관할의 군정부, 해군부, 참모본부, 국민정부의 최고 군사자문기관인 군사참의원:236, 훈련총감부로 분리 및 이관되었다.
군정부는 행정원 소속으로, 1928년 11월 21일 국민정부는 《軍政部組織條例, 군정부 조직 조례》를 공포하고, 총무청, 육군서, 해군서, 항공서, 군수서, 병공서를 관할하고, 전국의 육군, 해군, 공군 행정에 대한 감독지휘 각 성과 구의 군정사무에 대한 관독하였다.
1929년 4월, 해군서가 해군부로 승격되어 군사위원회 산하 기관으로 독립하였다.
1932년 1월, 군정계통을 통일하기 위해, 국민정부는 군사위원회를 되살리고, 장제스를 위원장 참모본부으로 추대하였다.
1933년, 항공서를 항공위원회로 개편하고, 군사위원회 직속으로 이관하였다.
1935년, 《군정부조직법》, 군정부는 행정원 산하기관에 속하게 되어, 전국을 책임지는 육군행정사무를 담당하였다.
1946년 6월 1일, 군사위원회 및 군정부 등의 조직을 폐지 및 개편하여 국방부를 설립하였다. 국방부 부장에 白崇禧 상장, 참모총장에 陳誠 상장이 취임하였다.:48 국방최고위원회는 행정명령 《國防部組織綱要, 국방부 조직 강요》를 성립하여, 국방부를 상속하는 국민정부 주석과 행정원장의 명령에 따라 군사업무를 관할하게 되었다.

## 산하 조직

### 1928년 11월 21일
- 总务厅 총무청
- 陸軍署 육군서
- 海軍署 해군서; 1928년 ~ 1929년 4월, 해군부로 독립됨.
- 航空署 항공서
- 军需署 군수서
- 兵工署 병공서

### 1935년
- 总务厅, 총무청
- 军务司, 군무사
- 交通司, 교통사
- 军法司, 군법사
- 军需署, 군수서
- 兵工署, 병공서

## 같이 보기
- 중화민국 장시성 군정부; 1911~1912년
- 후베이군 독도부(중국어판) 1911년~1912년

## 참고
1. ↑  李新總 (2011). 《中華民國史》 (중국어) 八. 北京: 中華書局.
2. ↑  陳布雷 (1978년 6월 1일). 《蔣介石先生年表》 (중국어 (대만)). 臺北: 傳記文學出版社.